# Jeizon Ramírez
Jeizon Jesús Ramírez Chacón, noto semplicemente come Jeizon Ramírez (San Cristóbal, 24 marzo 2001), è un calciatore venezuelano, attaccante del Metropolitanos.

## Caratteristiche tecniche
È un'ala destra.

## Carriera
Cresciuto nel settore giovanile del Deportivo Táchira, ha debuttato in prima squadra il 26 aprile 2017 disputando l'incontro di Primera División venezuelana pareggiato 1-1 contro il Dep. Anzoátegui. Il 6 febbraio 2020 è passato a titolo definitivo al Real Salt Lake.